# Venus (zeiță)
Venus este numele roman al zeiței grecești Afrodita, zeița dragostei, frumuseții și fertilității. 

## Mitologie și artă
Inițial o veche divinitate de origine latină, protectoare a vegetației și a fertilității, ea a fost identificată apoi cu Afrodita. 
Era consoarta lui Vulcan. A fost repudiată de soțul său, după ce acesta a surprins-o în brațele zeului războiului Marte. Din unirea celor doi (Venus și Marte) a rezultat nestatornicul Cupidon (Amor). 
Mai mulți pictori au abordat tema momentului în care Vulcan îi surprinde pe Venus și Marte (Hendrick de Clerck, Jacopo Tintoretto, Paris Bordone și Willem Key). 
Era considerată strămoașa romanilor datorită întemeietorului legendar, Aeneas, și juca un rol important în multe mituri și festivități romane.

## Legenda dinCipru
„Stâncile Afroditei” se găsesc pe țărmul sudic al insulei Cipru, pe locul unde - potrivit mitologiei grecești - a căzut în apa mării înspumate mădularul bărbătesc al zeului Uranus, retezat de Cronos. Aici s-ar fi născut, din valurile mării învolburate, zeița dragostei Afrodita / Venus. Marele pictor italian renascentist Sandro Botticelli s-a inspirat din această legendă, pictând tabloul „Nașterea lui Venus“.

## Galerie de imagini

Venus din Milo, Muzeul Luvru
Sandro Botticelli: „Nașterea lui Venus”
Cipru - Stâncile Afroditei / Venus
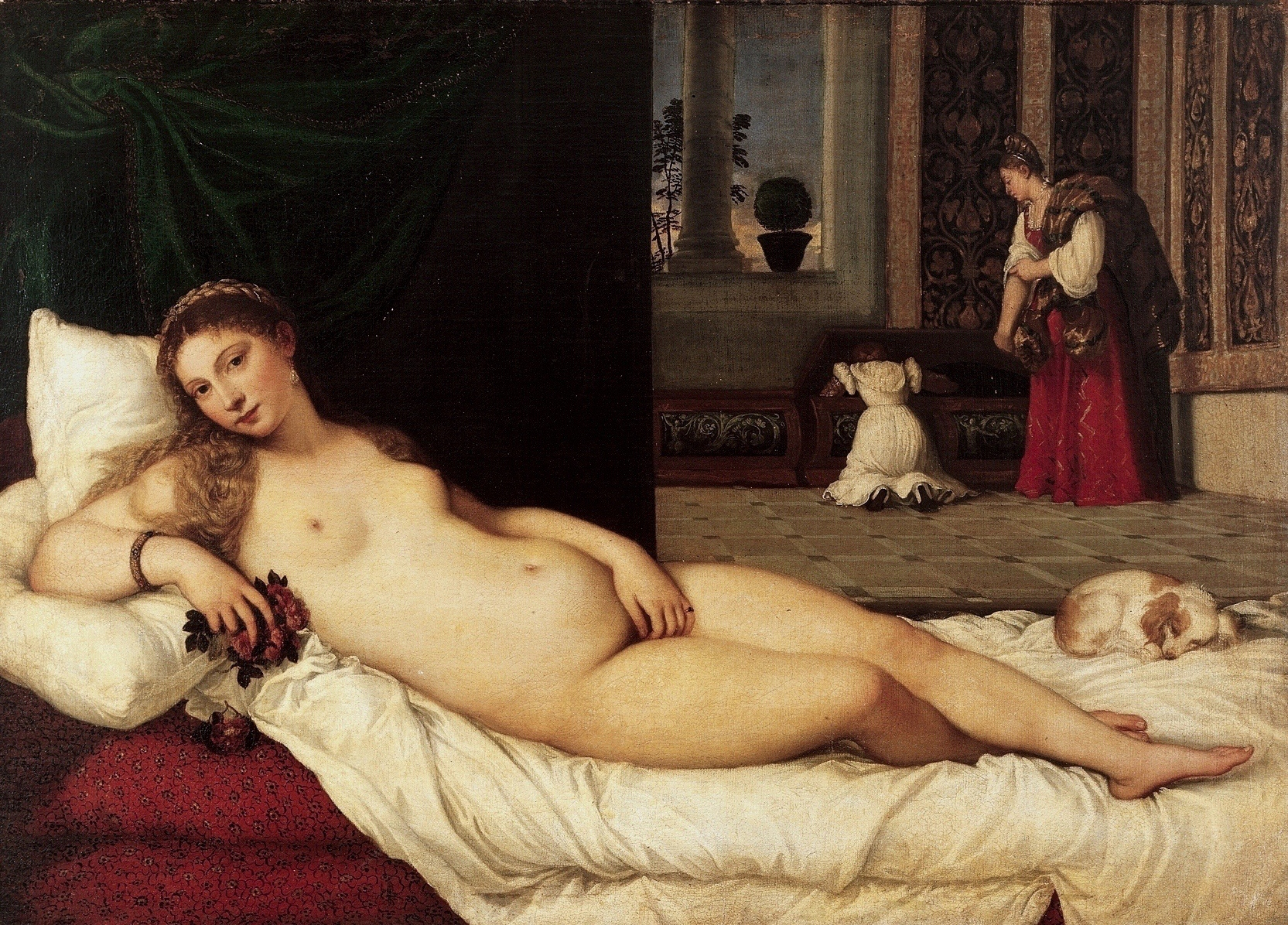
Venus din Urbino, Tiziano Vecellio, 1538
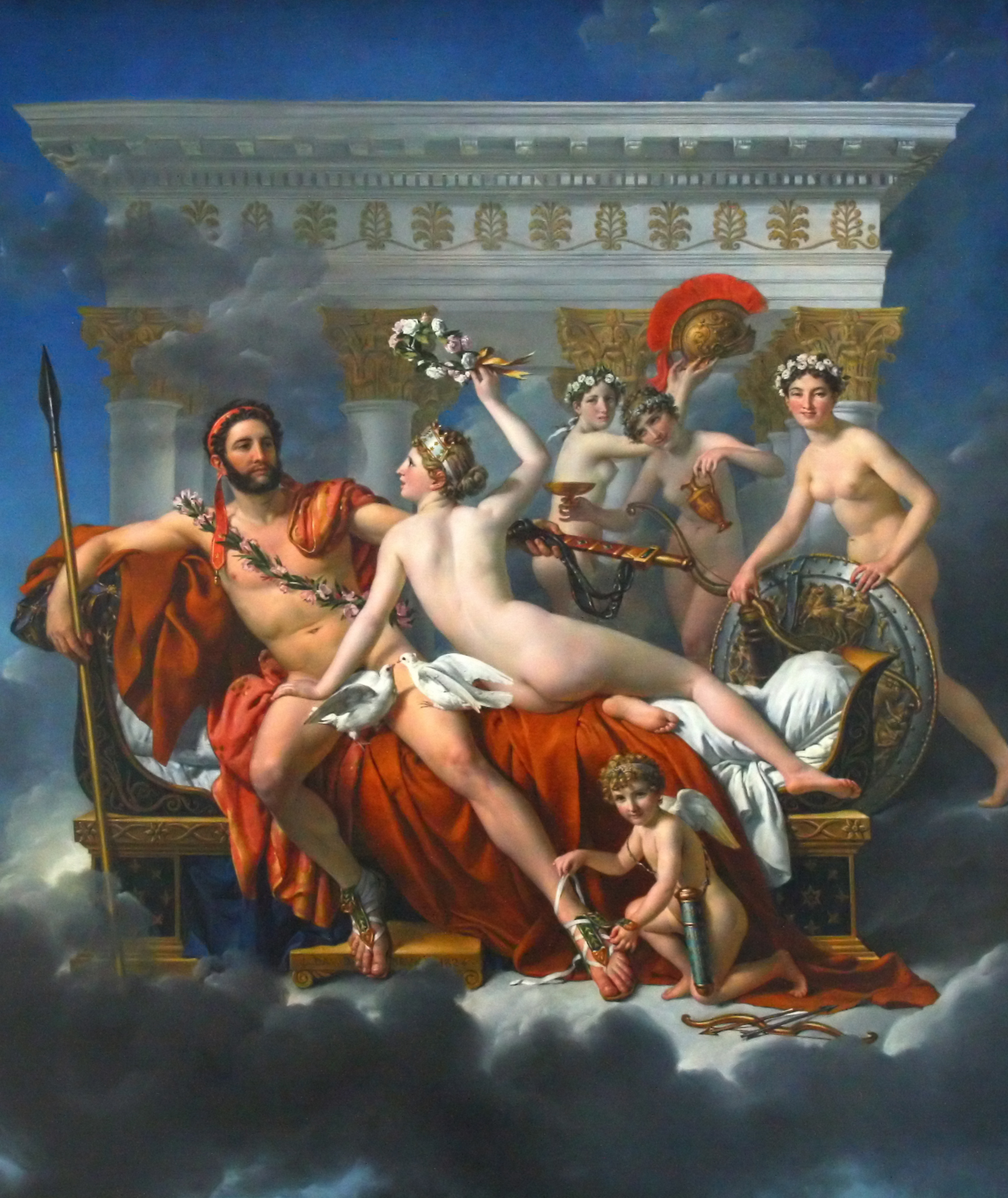
Jacques-Louis David: Marte dezarmat de Venus
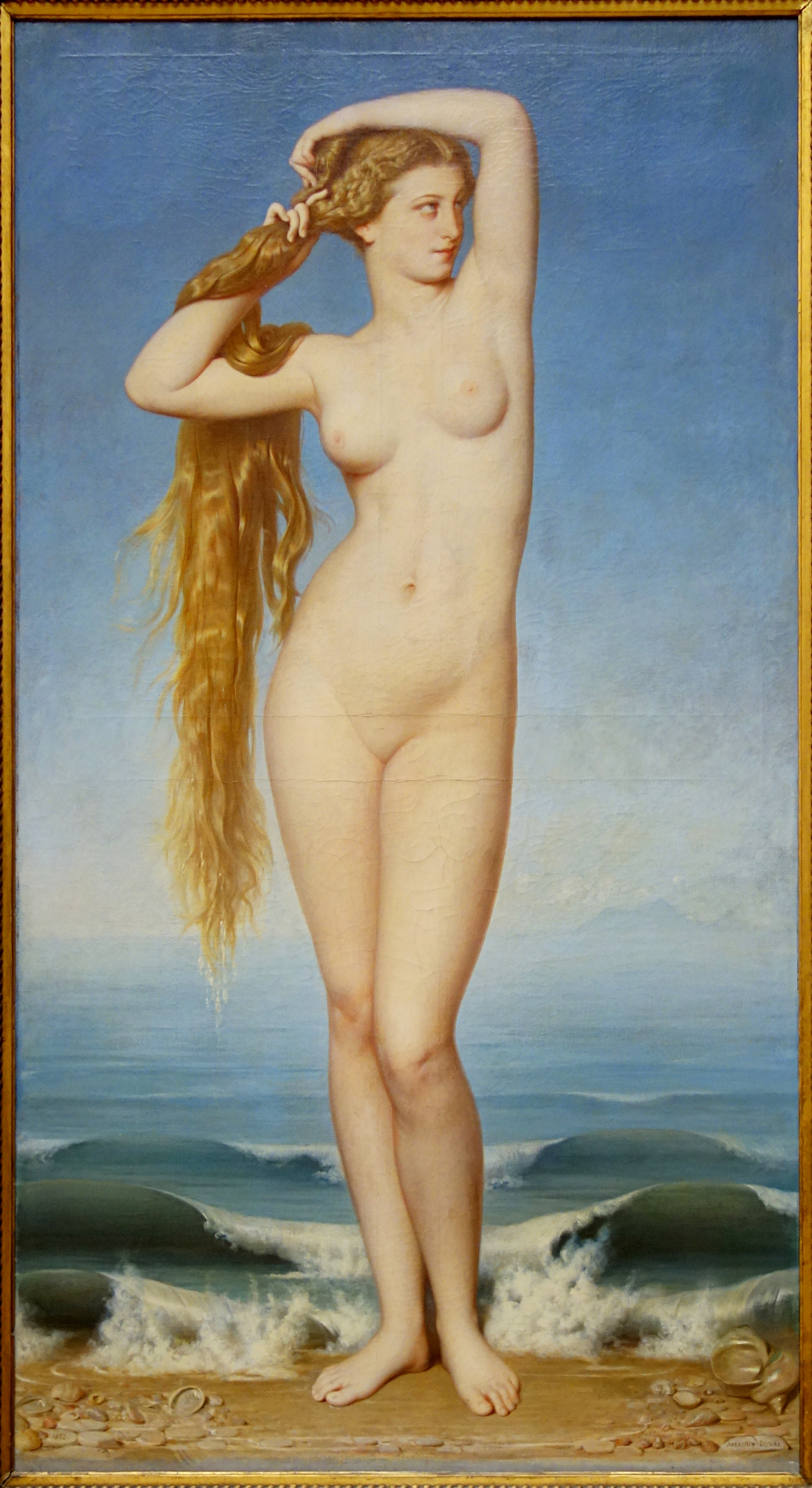
Eugène Emmanuel Amaury Duval: „Nașterea lui Venus”